# Estadio Centenario de Armenia
El Estadio Centenario es el principal escenario deportivo de la ciudad de Armenia (Colombia), conocido como «El jardín de América». Con una capacidad para 20 716 espectadores, es el estadio del Deportes Quindío, equipo que disputa sus partidos como local en la Categoría Primera B del fútbol profesional colombiano.

## Historia
Construido en el año de 1988, este escenario deportivo ha sido sede de torneos internacionales como la Copa América 2001, los Juegos Bolivarianos 2005, Campeonato Sudamericano Sub-20 2005 y la Copa Mundial de Fútbol Sub-20 de 2011, entre otros.
Para su inauguración oficial se disputó un partido amistoso entre las selecciones de Colombia y Canadá el 30 de marzo de 1988 en la cual Colombia, dirigida por Francisco Maturana ganó por un marcador de 3:0 con goles de Luis Carlos Perea, Carlos «El Pibe» Valderrama y John Jairo Tréllez. Posteriormente, en febrero de 1989 se realizó un campeonato internacional amistoso en el que estuvieron presentes las selecciones de Perú y Chile en el marco de la celebración de los 100 años de la ciudad de Armenia.
El estadio cuenta con cinco tribunas: Oriental, occidental, norte, sur y prensa, posee en su totalidad silletería la cual fue instalada para la Copa Mundial de Fútbol Sub-20 de 2011. Se ubica en el sur de la ciudad, exactamente en el complejo de la Villa Olímpica Ancízar López López sobre la vía al aeropuerto. El Centenario reemplazó al antiguo Estadio San José. Luego del terremoto de 1999, el estadio fue reforzado completamente en sus columnas y zapatas.
En este escenario el Deportes Quindío logró su ascenso en la Primera B 2001 sobre Deportivo Rionegro, Unión Magdalena y Bogotá Chicó luego de su descenso de la Primera A en el Campeonato Colombiano 2000, también logró el ascenso en el torneo de Primera B 2021-I debido a su descenso en la Temporada 2013 de la Primera División; las clasificaciones en Copa Colombia a la siguiente fase en 2009, los cuartos de final en 2013 y 2014; los octavos de final en 2016, 2018 y la semifinal de 2020. El Deportes Quindío ha clasificado a cuadrangulares en la Primera División en el Torneo Apertura 2008 donde integró el Grupo A y enfrentó al Boyacá Chicó, Independiente Medellín y Deportivo Cali; en el Torneo Finalización 2010 donde integró el grupo B con Once Caldas, Atlético Nacional y Cúcuta Deportivo, pero no le alcanzó el puntaje de la tabla de reclasificación de la Temporada 2008 ni la del 2010 para clasificar a un torneo internacional.

### Equipos foráneos en condición de local
Los equipos América de Cali, Deportivo Pereira, Atlético Huila y Santa Fe han jugado partidos en condición de local en el Estadio Centenario de Armenia, generalmente debido a remodelaciones que se llevan a cabo en sus respectivos escenarios. El partido América de Cali y Deportivo Pereira de la fecha 1 de los cuadrangulares del Torneo Finalización 2008 se jugó en el Estadio Centenario de Armenia, puesto que el Estadio Pascual Guerrero atendió los XVIII Juegos Nacionales. El América de Cali en la fecha 1 de los cuadrangulares finales del Grupo B del Torneo Finalización 2008 el 23 de noviembre de 2008 frente al Deportivo Pereira, ese día ganó 3-0 el equipo del Valle del Cauca. Deportivo Pereira en el Torneo Finalización 2010 fue local frente a los equipos Deportes Tolima en la fecha 14 y Atlético Nacional en la fecha 16 donde le fue anulado un gol al equipo matecaña.

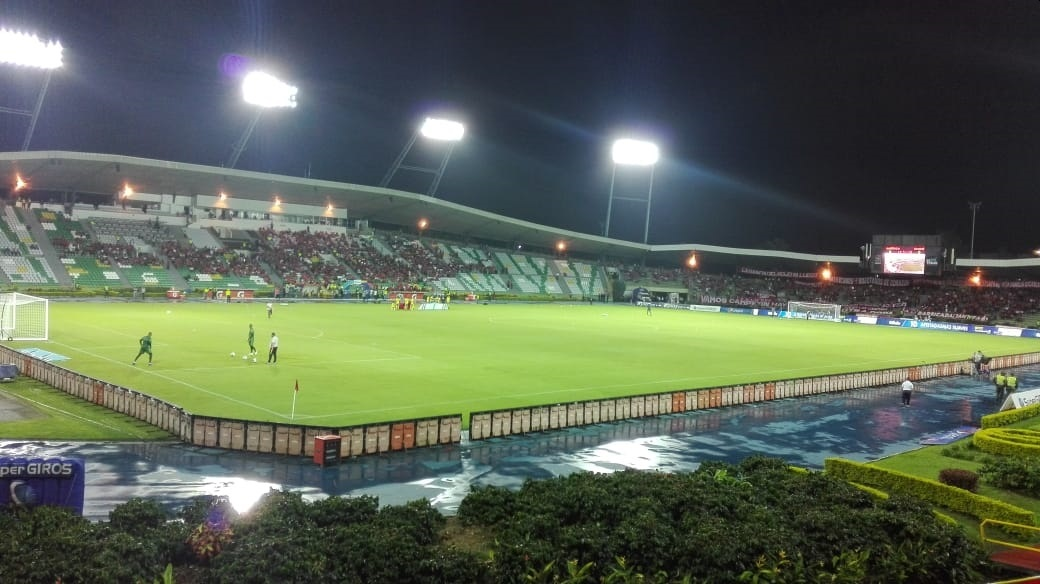
América de Cali actuando como local en el Estadio Centenario en el Campeonato 2020.

El Atlético Huila enfrentó al Deportes Tolima en los cuartos de final del Torneo Apertura 2015 y en la fecha 14 del Torneo Finalización 2016, también fue local en varios partidos del Torneo finalización 2015 (frente a los equipos Patriotas Boyacá, Independiente Medellín, Atlético Junior, Atlético Nacional y Deportivo Cali.
En 2015 durante el Torneo Apertura, La División Mayor del Fútbol Colombiano informó que Atlético Huila jugaría los cuartos de final, las semifinales y final, en caso de clasificar, en el Estadio Centenario de Armenia. Para realizar el cambio de sede, el club de Neiva contó con el aval del club local de esa ciudad, el Deportes Quindío, y así mismo, realizó un contrato de alquiler del escenario deportivo con el Instituto Municipal del Deporte y Recreación de Armenia, Imdera.

En el Campeonato de 2020, América de Cali volvió a utilizar el Jardín de América como cancha local en la fecha 3 frente a Boyacá Chicó. Esta ocasión debido a reparaciones que se estaban realizando en el Estadio Pascual Guerrero de Cali. El Cúcuta Deportivo jugó algunos partidos de local de Primera A y Copa Colombia de la Temporada 2020.
En el Torneo Apertura 2021, el Independiente Santa Fe enfrentó al Atlético Junior por el partido de vuelta de los cuartos de final, y además jugó ante Fluminense por la fase de grupos de la Copa Libertadores 2021.

## Eventos

### Campeonato Sudamericano Sub-20 de 1987
| Fecha                | Fase       | Equipo    |                      | Resultado |                      | Equipo    |
| -------------------- | ---------- | --------- | -------------------- | --------- | -------------------- | --------- |
| 24 de enero de 1987  | Grupo A    | Argentina | Bandera de Argentina | 3 : 2     | Bandera de Perú      | Perú      |
| 27 de enero de 1987  | Grupo B    | Uruguay   | Bandera de Uruguay   | 2 : 1     | Bandera de Chile     | Chile     |
| 30 de enero de 1987  | Grupo B    | Argentina | Bandera de Argentina | 1 : 0     | Bandera de Brasil    | Brasil    |
| 1 de febrero de 1987 | Grupo B    | Brasil    | Bandera de Brasil    | 5 : 1     | Bandera de Perú      | Perú      |
| 2 de febrero de 1987 | Grupo B    | Colombia  | Bandera de Colombia  | 3 : 0     | Bandera de Chile     | Chile     |
| 6 de febrero de 1987 | Fase final | Colombia  | Bandera de Colombia  | 1 : 0     | Bandera de Uruguay   | Uruguay   |
| 6 de febrero de 1987 | Fase final | Brasil    | Bandera de Brasil    | 3 : 1     | Bandera de Argentina | Argentina |

### Copa América 2001
| Fecha               | Fase             | Equipo     |                       | Resultado |                    | Equipo  | Espectadores |
| ------------------- | ---------------- | ---------- | --------------------- | --------- | ------------------ | ------- | ------------ |
| 22 de julio de 2001 | Cuartos de final | Costa Rica | Bandera de Costa Rica | 1 : 2     | Bandera de Uruguay | Uruguay | 18 000       |
| 23 de julio de 2001 | Cuartos de final | Colombia   | Bandera de Colombia   | 3 : 0     | Bandera de Perú    | Perú    | 30 000       |

### Campeonato Sudamericano Sub-20 de 2005
| Fecha                | Fase       | Equipo    |                      | Resultado |                      | Equipo    | Espectadores |
| -------------------- | ---------- | --------- | -------------------- | --------- | -------------------- | --------- | ------------ |
| 13 de enero de 2005  | Grupo A    | Argentina | Bandera de Argentina | 3 : 0     | Bandera de Venezuela | Venezuela | 15 000       |
| 13 de enero de 2005  | Grupo A    | Colombia  | Bandera de Colombia  | 5 : 0     | Bandera de Bolivia   | Bolivia   | 28 000       |
| 18 de enero de 2005  | Grupo B    | Chile     | Bandera de Chile     | 3 : 2     | Bandera de Paraguay  | Paraguay  | 17 000       |
| 18 de enero de 2005  | Grupo B    | Uruguay   | Bandera de Uruguay   | 6 : 0     | Bandera de Ecuador   | Ecuador   | 13 000       |
| 20 de enero de 2005  | Grupo B    | Paraguay  | Bandera de Paraguay  | 4 : 2     | Bandera de Ecuador   | Ecuador   | 18 500       |
| 20 de enero de 2005  | Grupo B    | Brasil    | Bandera de Brasil    | 4 : 2     | Bandera de Chile     | Chile     | 20 000       |
| 25 de enero de 2005  | Fase final | Venezuela | Bandera de Venezuela | 0 : 1     | Bandera de Argentina | Argentina | 23 265       |
| 25 de enero de 2005  | Fase final | Chile     | Bandera de Chile     | 3 : 4     | Bandera de Colombia  | Colombia  | 29 500       |
| 29 de enero de 2005  | Fase final | Venezuela | Bandera de Venezuela | 2 : 3     | Bandera de Chile     | Chile     | 14 320       |
| 2 de febrero de 2005 | Fase final | Venezuela | Bandera de Venezuela | 1 : 2     | Bandera de Uruguay   | Uruguay   | 16 326       |
| 2 de febrero de 2005 | Fase final | Argentina | Bandera de Argentina | 1 : 1     | Bandera de Colombia  | Colombia  | 30 500       |
| 5 de febrero de 2005 | Fase final | Chile     | Bandera de Chile     | 2 : 2     | Bandera de Uruguay   | Uruguay   | 22 000       |

### Copa Mundial de Fútbol Sub-20 de 2011
El Estadio Centenario de Armenia albergó 6 partidos de dicha competición mundial, entre los días 31 de julio y 10 de agosto: cinco por el Grupo D, y uno de los octavos de final.
| Fecha                | Fase             | Equipo         |                           | Resultado |                           | Equipo         | Espectadores                                                            |
| -------------------- | ---------------- | -------------- | ------------------------- | --------- | ------------------------- | -------------- | ----------------------------------------------------------------------- |
| 31 de julio de 2011  | Grupo D          | Nigeria        | Bandera de Nigeria        | 5 : 0     | Bandera de Guatemala      | Guatemala      | 11 116 Reporte Archivado el 23 de diciembre de 2019 en Wayback Machine. |
| 31 de julio de 2011  | Grupo D          | Croacia        | Bandera de Croacia        | 0 : 2     | Bandera de Arabia Saudita | Arabia Saudita | 11 116 Reporte Archivado el 23 de diciembre de 2019 en Wayback Machine. |
| 3 de agosto de 2011  | Grupo D          | Arabia Saudita | Bandera de Arabia Saudita | 6 : 0     | Bandera de Guatemala      | Guatemala      | 8861 Reporte Archivado el 23 de diciembre de 2019 en Wayback Machine.   |
| 3 de agosto de 2011  | Grupo D          | Croacia        | Bandera de Croacia        | 2 : 5     | Bandera de Nigeria        | Nigeria        | 8861 Reporte Archivado el 23 de diciembre de 2019 en Wayback Machine.   |
| 6 de agosto de 2011  | Grupo D          | Croacia        | Bandera de Croacia        | 0 : 1     | Bandera de Guatemala      | Guatemala      | 4209 Reporte Archivado el 23 de diciembre de 2019 en Wayback Machine.   |
| 10 de agosto de 2011 | Octavos de final | Nigeria        | Bandera de Nigeria        | 1 : 0     | Bandera de Inglaterra     | Inglaterra     | 18 291 Reporte Archivado el 23 de diciembre de 2019 en Wayback Machine. |

### Torneo Preolímpico Sudamericano Sub-23 de 2020
| Fecha               | Fase    | Equipo   |                     | Resultado |                      | Equipo    | Ref.     |
| ------------------- | ------- | -------- | ------------------- | --------- | -------------------- | --------- | -------- |
| 19 de enero de 2020 | Grupo B | Uruguay  | Bandera de Uruguay  | 1 : 0     | Bandera de Paraguay  | Paraguay  | Reporte. |
| 19 de enero de 2020 | Grupo B | Brasil   | Bandera de Brasil   | 1 : 0     | Bandera de Perú      | Perú      | Reporte. |
| 21 de enero de 2020 | Grupo A | Chile    | Bandera de Chile    | 1 : 0     | Bandera de Venezuela | Venezuela | Reporte. |
| 21 de enero de 2020 | Grupo A | Colombia | Bandera de Colombia | 4 : 0     | Bandera de Ecuador   | Ecuador   | Reporte. |
| 25 de enero de 2020 | Grupo B | Bolivia  | Bandera de Bolivia  | 3 : 2     | Bandera de Uruguay   | Uruguay   | Reporte. |
| 25 de enero de 2020 | Grupo B | Paraguay | Bandera de Paraguay | 2 : 3     | Bandera de Perú      | Perú      | Reporte. |
| 28 de enero de 2020 | Grupo B | Perú     | Bandera de Perú     | 0 : 1     | Bandera de Uruguay   | Uruguay   | Reporte. |
| 28 de enero de 2020 | Grupo B | Brasil   | Bandera de Brasil   | 5 : 3     | Bandera de Bolivia   | Bolivia   | Reporte. |
| 31 de enero de 2020 | Grupo B | Bolivia  | Bandera de Bolivia  | 2 : 1     | Bandera de Perú      | Perú      | Reporte. |
| 31 de enero de 2020 | Grupo B | Brasil   | Bandera de Brasil   | 2 : 1     | Bandera de Paraguay  | Paraguay  | Reporte. |

### Copa América Femenina 2022

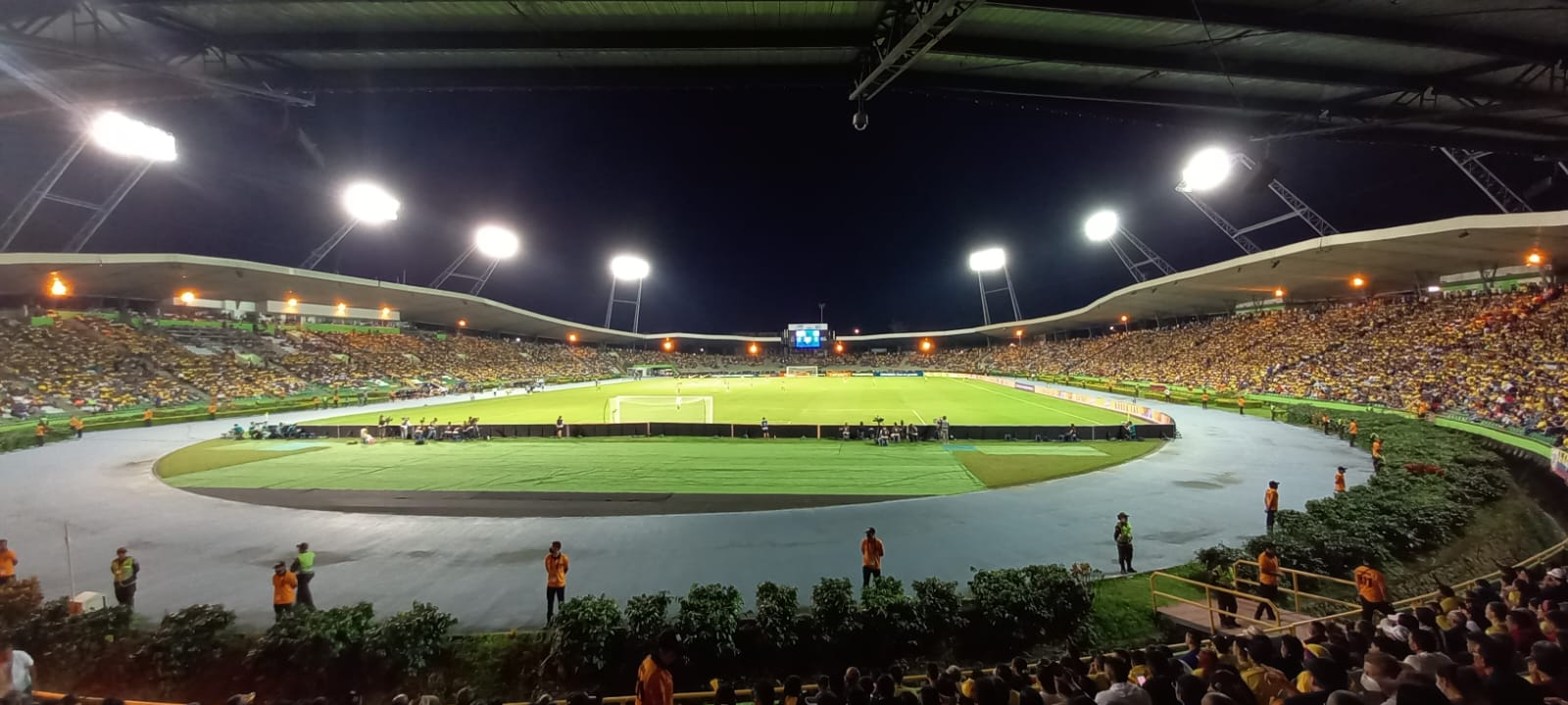
Partido Colombia vs. Chile en la fecha 5 del Grupo A.

| Fecha               | Fase          | Equipo    |                      | Resultado     |                      | Equipo    | Ref.    |
| ------------------- | ------------- | --------- | -------------------- | ------------- | -------------------- | --------- | ------- |
| 9 de julio de 2022  | Grupo B       | Uruguay   | Bandera de Uruguay   | 0 : 1         | Bandera de Venezuela | Venezuela | Reporte |
| 9 de julio de 2022  | Grupo B       | Brasil    | Bandera de Brasil    | 4 : 0         | Bandera de Argentina | Argentina | Reporte |
| 12 de julio de 2022 | Grupo B       | Uruguay   | Bandera de Uruguay   | 0 : 3         | Bandera de Brasil    | Brasil    | Reporte |
| 12 de julio de 2022 | Grupo B       | Argentina | Bandera de Argentina | 4 : 0         | Bandera de Perú      | Perú      | Reporte |
| 15 de julio de 2022 | Grupo B       | Argentina | Bandera de Argentina | 5 : 0         | Bandera de Uruguay   | Uruguay   | Reporte |
| 15 de julio de 2022 | Grupo B       | Perú      | Bandera de Perú      | 0 : 2         | Bandera de Venezuela | Venezuela | Reporte |
| 18 de julio de 2022 | Grupo B       | Venezuela | Bandera de Venezuela | 0 : 4         | Bandera de Brasil    | Brasil    | Reporte |
| 18 de julio de 2022 | Grupo B       | Perú      | Bandera de Perú      | 0 : 2         | Bandera de Uruguay   | Uruguay   | Reporte |
| 20 de julio de 2022 | Grupo A       | Colombia  | Bandera de Colombia  | 4 : 0         | Bandera de Chile     | Chile     | Reporte |
| 21 de julio de 2022 | Grupo B       | Venezuela | Bandera de Venezuela | 0 : 1         | Bandera de Argentina | Argentina | Reporte |
| 24 de julio de 2022 | Quinto puesto | Chile     | Bandera de Chile     | 1 (4) : (2) 1 | Bandera de Venezuela | Venezuela | Reporte |
| 29 de julio de 2022 | Tercer puesto | Argentina | Bandera de Argentina | 3 : 1         | Bandera de Paraguay  | Paraguay  | Reporte |